# Félix y Eusebio
Según la tradición cristiana, Félix y Eusebio fueron dos santos martirizados en Terracina (provincia de Lacio, Italia), sobre la costa del mar Mediterráneo.
- Félix y Eusebio, mártires de Terracina (Italia). Fallecieron un 5 de noviembre, en el siglo I. No se disponen detalles de sus sufrimientos.[1]
- Los mártires Eusebio (presbítero) y Félix, sufrieron junto con Julián y Cesáreo. Fueron decapitados. Se los conmemora el 7 de octubre.[2]
- Un 1 de noviembre, en la época de Trajano (53-117) o Nerón (37-68), un tal Cesario, imperial, era el diácono en Terracina y fue testigo, durante el festival anual en honor al dios Apolo, de cómo un hermoso joven cayó desnudo desde la barranca a la playa sobre el Mediterráneo, como un rito primaveral para el dios Apolo. Cesario, perturbado por la ceremonia, les dirigió un violentísimo sermón en contra de los sacrificios a los ídolos. Pero su sermón fue contraproducente: fue atacado y arrojado por la barranca, como el joven.[3]

Otra versión dice que el diácono Cesáreo estuvo cautivo mucho tiempo junto con los compañeros Julián, Félix y Eusebio, y al final, un 1 de noviembre, fueron ahogados en el mar Mediterráneo, en la costa de Terracina (Lacio).
Una antiquísima capilla en la Vía Appia y en la Capilla Palatina recuerdan a san Cesáreo.